# Praia da Arrifana
Praia da Arrifana, Aljezur

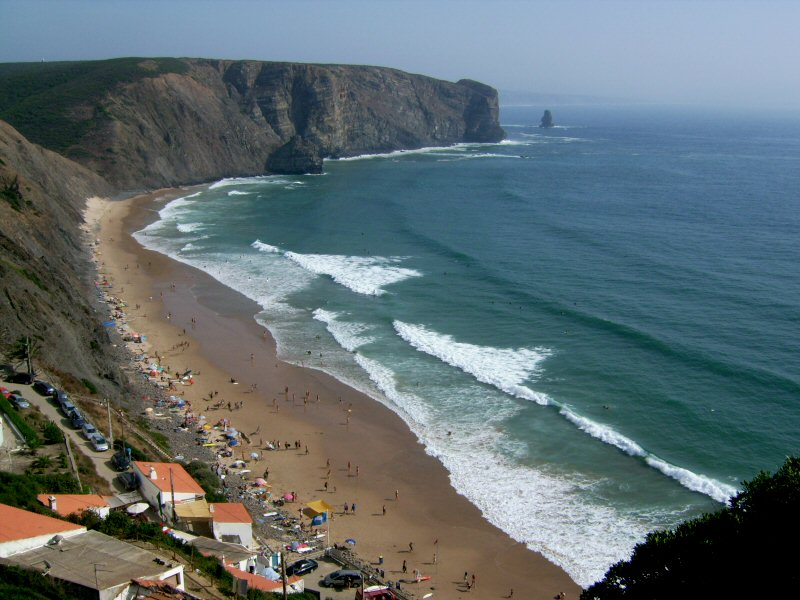
Praia da Arrifana, Aljezur - Vista do topo- é excelente para a prática do surf

Arrifana é uma praia portuguesa, situada junto da localidade homónima, no município algarvio de Aljezur.

## Descrição
Trata-se de uma praia com Bandeira Azul cujo areal se estende por 500 m. Na sua extremidade sul situa-se dentro de água uma rocha conhecida como a Pedra da Agulha, devido à sua forma vertical. Situa-se muito próxima do Forte de Arrifana.
Fica no fundo de uma enseada protegida por altas escarpas e é um dos "postais ilustrados" desta região - o casario da aldeia desce, pela encosta, quase até ao mar. Na falésia a norte, junto às ruínas do antigo forte, é possível apreciar uma das melhores vistas da região. Concorrida durante o Verão e frequentada por surfistas, durante quase todo o ano. Seguir a indicação na EN 120, pouco depois da saída sul de Aljezur.
É considerada como uma das melhores praias para a prática do surf e é muito utilizada por jovens e estrangeiros que procuram a beleza do local e as ondas para a prática desportiva.
Desde há 4 anos que o El Colesterol Restaurante bar se junta a Associação de Pescadores da Arrifana no último fim de semana de julho para produzirem duas festas já míticas na zona. A primeira (sábado) é da responsabilidade da Associação de Pescadores trazendo ao público animação e muita sardinha em honra da santa dos pescadores e no domingo uma festa com muita música para os mais novos com bandas de renome portuguesas e estrangeiras.